# Anopheles hailarensis
Anopheles hailarensis este o specie de țânțari din genul Anopheles, descrisă de Xu și Guang Yu Luo în anul 1998. Conform Catalogue of Life specia Anopheles hailarensis nu are subspecii cunoscute.